# Mariella Mehr
Mariella Mehr, née le 27 décembre 1947 à Zurich et morte le 5 septembre 2022 dans la même ville, est une écrivaine suisse.

## Biographie
En tant qu'enfant de parents yéniches, elle est victime d'un placement forcé par Pro Juventute, qui mène alors une politique de sédentarisation des gens du voyage,. 
Mariella Mehr a grandi dans des familles d'accueil, foyers, établissements de redressement et des institutions psychiatriques. Elle est diagnostiquée anormale. Elle a été envoyée quatre fois dans un hôpital psychiatrique et a passé 19 mois dans la prison pour femmes de Hindelbank.
À seize ans, elle écrit ses premiers poèmes. Dès 1975, elle rédige des reportages pour les journaux et la radio dans lesquels elle prend la défense des marginaux.
Son premier roman, « Âge de pierre » (ou Steinzeit en allemand) paraît en 1981. Elle y parle de ses différents séjours en foyers et cliniques et de son expérience de pupille de Pro Juventute. D'autres romans suivirent les années suivantes et Mariella Mehr étend son travail sur le sujet de la violence également à d’autres domaines, notamment historico-culturels, dont « Daskind », sorti en 1995, qui reçoit le prix Schiller.
Depuis les années 1970, elle s'est engagée pour les intérêts des Roms. Elle a été membre fondateur, en 1975, de l'Association des gens du voyage. En 1998, elle obtient le titre de docteur honoris causa de l’université de Bâle pour son engagement d’auteur.
Mariella Mehr écrit principalement en allemand.

## Publications
- Steinzeit, Berne, 1981
- In diesen Traum schlendert ein roter Findling, Berne, 1983
- Das Licht der Frau, Berne, 1984
- Kinder der Landstrasse, Drame, Zytglogge, Berne, 1987
- Âge de pierre, trad. par Jeanne Etoré, Aubier-Montaigne, Paris, 1987
- Rückblitze, Texte, 1990
- Zytglogge, Berne, 1976-1990
- Zeus oder der Zwillingston, Zurich, Édition R+F, 1994
- Daskind, Zurich, Nagel&Kimche, 1995
- Steinzeit, trad. par Fausta Morganti, Rimini / Saint Marin, Guaraldi / AIEP editore, 1995
- Brandzauber, Nagel & Kimche, Zurich, 1998. Traduction française 2001 : Noir Sortilège, trad. de l'allemand par Jacques Duvernet, ill. de Stefano Ricci, Éditions Demoures
- Nachricht aus dem Exil, Klagenfurt, Drava-Verlag, 1998
- Lamioche, trad. de l'allemand par Monique Laederach, ill. de Stefano Ricci, Éditions Demoures, 1999
- Noir sortilège (= Brandzauber), trad. de l'allemand par Jacques Duvernet, ill. de Stefano Ricci, Éditions Demoures, 2001
- Widerwelten, Drava-Verlag, 2001
- Il marchio, trad. par Tina D'Agostini, L. Tufani, 2001
- Angeklagt, roman, Nagel & Kimche, 2002
- Das Sternbild des Wolfes, Drava-Verlag, 2003
- Nachrichten aus dem Exil, Ed. J. Weiss, 2005
- Notizie dall'esilio ; trad. italienne par Anna Ruchat, trad. en langue rom par Rajko Djuric, Effigie edizioni, 2006
- Labambina ; trad. par Anna Ruchat, Effigie edizioni, 2006
- Piccola biennale di del nero e del bianco, Edizioni Rovio, 2007
- Accusata ; trad. par Claudia Costa, Effigie edizioni, 2008
- Widerworte, Limmat, 2017
- Daskind / Brandzauber / Angeklagt, Limmat, 2017
- Malik ; traduit de l'allemand par Camille Luscher, extraits du roman Angeklagt publiés dans Le Courrier, 9 novembre 2020
- « Cette trouée de lumière », dossier Mariella Mehr composé par Camille Luscher, onze poèmes, lettres, et textes en prose, in : la revue de belles-lettres, 2020, I-II